# Купер Тауншип (округ Монтур, Пенсільванія)
Купер Тауншип (англ. Cooper Township) — селище (англ. township) в США, в окрузі Монтур штату Пенсільванія. Населення — 944 особи (2020).

## Демографія
Згідно з переписом 2010 року, у селищі мешкали 932 особи в 414 домогосподарствах у складі 288 родин. Було 437 помешкань
Расовий склад населення:
| - 98,9 % — білих - 0,4 % — азіатів - 0,2 % — корінних американців |

До двох чи більше рас належало 0,4 %. Частка іспаномовних становила 0,6 % від усіх жителів.
За віковим діапазоном населення розподілялося таким чином: 16,8 % — особи молодші 18 років, 60,5 % — особи у віці 18—64 років, 22,7 % — особи у віці 65 років та старші. Медіана віку мешканця становила 50,2 року. На 100 осіб жіночої статі у селищі припадало 97,5 чоловіків;  на 100 жінок у віці від 18 років та старших — 94,2 чоловіків також старших 18 років.
Середній дохід на одне домашнє господарство  становив 80 601 долар США (медіана — 54 091), а середній дохід на одну сім'ю — 90 431 долар (медіана — 65 938). Медіана доходів становила 52 333 долари для чоловіків та 35 568 доларів для жінок. За межею бідності перебувало 3,5 % осіб, у тому числі 0,0 % дітей у віці до 18 років та 4,3 % осіб у віці 65 років та старших.
Цивільне працевлаштоване населення становило 411 осіб. Основні галузі зайнятості: освіта, охорона здоров'я та соціальна допомога — 42,1 %, виробництво — 15,1 %, роздрібна торгівля — 7,3 %, транспорт — 7,1 %.